# 红安西站
红安西站，位于中华人民共和国湖北省黄冈市红安县八里湾镇，是沪蓉铁路合武铁路段上的高铁站，武汉铁路局管辖。车站于2009年4月1日通车启用，当时每日停靠三趟D字头列车，站房和既有麻武铁路红安站共用。由于红安站站房不敷应用，2012年9月6日开始建设新站房开工，2013年8月2日新站房启用，原红安站站房停用。
2013年12月28日开始停靠G字头列车。

## 车站结构
红安西站目前使用的站房于2013年8月投入使用，宽39米、进深12.8米，总建筑面积约500平方米。站房主体一层，两侧为售票厅和客服用房，中部为候车室。站前广场两侧则设有公交停车场、出租车停车场和社会停车场。

## 車站周邊
- 红安站

## 外部連結
- 中国铁路客户服务中心 （页面存档备份，存于）